# Білянка (потік)
Білянка (пол. Bielanka (dopływ Ropy)) — гірський потік в Польщі, у Горлицькому повіті Малопольського воєводства на Лемківщині. Права притока Ропи, (басейн Балтійського моря).

## Опис
Довжина потоку приблизно 6,75 км, найкоротша відстань між витоком і гирлом — 4,00  км, коефіцієнт звивистості потоку — 1,69. Потік протікає у північно-західній частині Низького Бескида в межах Горлицького повіту.

## Розташування
Бере початок на північно-західних схилах перевалу Магура Маластовська (813 м) на висоті близько 560 м над рівнем моря (гміна Сенкова). Тече переважно на північний захід через Білянку і між селами Шимбарк та Ропицю-Польську впадає у річку Ропу, ліву притоку Вислоки.

## Цікавий факт
- У селі Білянка потік перетинають туристичні шляхи, яки на мапі туристичній значаться кольором: зеленим (Шимбарк — Бартня (632 м) — Магура Маластовська (813 м); жовтим (Вафка — Ропа — Бартня (632 м) — Горлиці)[4]. Долина потоку розташована між горами Мястка (634м) та Бартня (632 м).